# Hrabstwo Rich

Piramida wieku hrabstwa

Hrabstwo Rich (ang. Rich County) – hrabstwo w stanie Utah w Stanach Zjednoczonych. Nazwa hrabstwa pochodzi od nazwiska Charles C. Rich, apostoła Kościoła Jezusa Chrystusa Świętych w Dniach Ostatnich, którym był od 12 lutego 1849 do 17 listopada 1883. Na terenie hrabstwa leży Park stanowy Bear Lake.

## Miasta
- Garden City
- Laketown
- Randolph
- Woodruff

## CDP
- Garden